# Elecciones presidenciales de Ucrania de 1994
Unas elecciones presidenciales se celebraron en Ucrania el 26 de junio de 1994, con una segunda vuelta el 10 de julio. Fueron celebradas antes de lo previsto tras un acuerdo entre el Presidente y la Rada Suprema. El entonces presidente, Leonid Kravchuk perdió la presidencia tras ser vencido por su ex primer ministro Leonid Kuchma.

## Antecedentes

### Huelgas y reaparición de los comunistas
El 7 de junio de 1993 comenzó una huelga de tiempo de libre disposición de los mineros de carbón de la cuenca del Donets, como parte de una crisis económica crónica. Casualmente todos los eventos aparecieron en el momento de la reaparición del Partido Comunista de Ucrania. En esta ola de huelgas, un Congreso Constituyente del Partido Comunista de Ucrania tuvo lugar el 19 de junio de 1993 en Donetsk (misma región) y más tarde se registró en octubre del mismo año. Su prohibición fue temporal debido a la sospecha de que había apoyado el golpe de Estado de agosto. Sin embargo, el Tribunal Constitucional de Ucrania reconoció que el Partido Comunista de Ucrania, que se registró el 22 de julio de 1991 no tenía nada que ver con los sucesos de agosto en la Unión Soviética y no fue nunca un sucesor del Partido Comunista de la Unión Soviética ni viceversa. Sin embargo, el estatuto del Partido Comunista de Ucrania indica claramente lo contrario. Por otra parte el 27 de diciembre de 2001 la Corte Constitucional de Ucrania reconoció la prohibición del Partido Comunista como no constitucional.

### Decisión de elecciones anticipadas
El 17 de junio de 1993, el Parlamento decidió llevar a cabo el 26 de septiembre de 1993, un referendo consultivo en no confidencia en el presidente y el parlamento. Sin embargo el 24 de septiembre se canceló el referéndum. La Rada Suprema decidió llevar a cabo una elecciones anticipadas al Parlamento el 27 de marzo de 1994 y presidenciales el 26 de junio de 1994.

## Resultados

### General
| Candidato                          | Partido                            | Primera vuelta | Primera vuelta | Segunda vuelta | Segunda vuelta |
| Candidato                          | Partido                            | Votos          | %              | Votos          | %              |
| ---------------------------------- | ---------------------------------- | -------------- | -------------- | -------------- | -------------- |
| Leonid Kravchuk                    | Independiente                      | 9,977,766      | 38.4           | 12,111,603     | 45.2           |
| Leonid Kuchma                      | Independiente                      | 8,274,806      | 31.8           | 14,016,850     | 52.3           |
| Oleksandr Moroz                    | Partido Socialista de Ucrania      | 3,466,541      | 13.3           |                |                |
| Volodymyr Lanovyi                  | Independiente                      | 2,483,986      | 9.6            |                |                |
| Valeryi Babych                     | Independiente                      | 644,263        | 2.5            |                |                |
| Iván Plyushch                      | Independiente                      | 321,886        | 1.2            |                |                |
| Petro Talanchuk                    | Independiente                      | 143,361        | 0.6            |                |                |
| En contra de todos                 | En contra de todos                 | 697,564        | 2.7            | 645,508        | 2.1            |
| Votos nulos/blancos                | Votos nulos/blancos                | 470,498        | –              | 109,681        | –              |
| Total                              | Total                              | 26,480,671     | 100            | 26,883,642     | 100            |
| Votantes registrados/Participación | Votantes registrados/Participación | 37,630,835     | 70.4           | 37,531,666     | 71.6           |
| Fuente: Nohlen & Stöver            |                                    |                |                |                |                |

### Por región

#### Primera vuelta
| Región          | Kravchuk | Kuchma | Moroz | Lanovyi | Resultado nacional | Resultado nacional |
| --------------- | -------- | ------ | ----- | ------- | ------------------ | ------------------ |
| Crimea          | 7.5      | 83.3   | 1.3   | 3.4     | Leonid Kravchuk    |                    |
| Vínnitsa        | 45.3     | 20.0   | 15.5  | 9.9     | Leonid Kravchuk    |                    |
| Volinia         | 69.9     | 5.5    | 7.6   | 10.8    | Leonid Kravchuk    |                    |
| Dnipropetrovsk  | 26.3     | 43.5   | 8.7   | 11.9    | Leonid Kravchuk    |                    |
| Donetsk         | 16.4     | 54.8   | 16.6  | 6.3     | Leonid Kravchuk    |                    |
| Zhitómir        | 47.3     | 20.0   | 14.3  | 11.0    | Leonid Kravchuk    |                    |
| Transcarpacia   | 51.6     | 17.5   | 4.4   | 10.7    | Leonid Kravchuk    |                    |
| Zaporiyia       | 24.2     | 49.4   | 12.7  | 7.9     | Leonid Kravchuk    |                    |
| Ivano-Frankivsk | 89.0     | 3.1    | 1.4   | 3.0     | Leonid Kravchuk    |                    |
| Kiev            | 41.9     | 18.8   | 13.9  | 16.9    | Leonid Kravchuk    |                    |
| Kirovogrado     | 30.5     | 21.3   | 21.5  | 19.2    | Leonid Kravchuk    |                    |
| Lugansk         | 9.9      | 54.5   | 25.9  | 4.6     | Leonid Kravchuk    |                    |
| Leópolis        | 90.6     | 3.6    | 1.2   | 1.7     | Leonid Kravchuk    |                    |
| Nicolaiev       | 36.8     | 34.0   | 12.7  | 9.0     | Leonid Kravchuk    |                    |
| Odesa           | 23.5     | 42.7   | 14.3  | 11.7    | Leonid Kuchma      |                    |
| Poltava         | 30.0     | 28.8   | 18.6  | 14.4    | Leonid Kuchma      |                    |
| Rivne           | 77.3     | 6.1    | 5.2   | 7.1     | Leonid Kuchma      |                    |
| Sumy            | 23.6     | 31.0   | 25.5  | 11.8    | Leonid Kuchma      |                    |
| Ternópil        | 91.0     | 2.6    | 1.1   | 2.6     | Leonid Kuchma      |                    |
| Járkov          | 24.9     | 34.9   | 22.6  | 9.7     | Leonid Kuchma      |                    |
| Jersón          | 26.5     | 36.5   | 19.9  | 10.1    | Leonid Kuchma      |                    |
| Jmelnitski      | 40.6     | 16.0   | 23.9  | 11.6    | Leonid Kuchma      |                    |
| Cherkasy        | 39.7     | 18.3   | 21.2  | 12.9    | Leonid Kuchma      |                    |
| Chernivtsí      | 55.7     | 21.1   | 6.6   | 7.5     | Leonid Kuchma      |                    |
| Chernígov       | 23.0     | 46.1   | 14.8  | 7.2     | Leonid Kuchma      |                    |
| Ciudad de Kiev  | 39.2     | 1.8    | 8.4   | 25.5    | Leonid Kuchma      |                    |
| Sebastopol      | 5.6      | 83.1   | 2.5   | 4.0     | Leonid Kuchma      |                    |
| Ucrania         | 38.3     | 31.1   | 13.3  | 9.5     | Leonid Kuchma      |                    |

#### Segunda vuelta
| Región          | Kuchma | Kravchuk | Resultado nacional | Resultado nacional |
| --------------- | ------ | -------- | ------------------ | ------------------ |
| Crimea          | 89,7   | 8,9      | Leonid Kuchma      |                    |
| Vínnitsa        | 42,3   | 54,3     | Leonid Kuchma      |                    |
| Volinia         | 14,0   | 83,9     | Leonid Kuchma      |                    |
| Dnipropetrovsk  | 67,8   | 29,7     | Leonid Kuchma      |                    |
| Donetsk         | 79,0   | 18,5     | Leonid Kuchma      |                    |
| Zhitómir        | 41,6   | 55,6     | Leonid Kuchma      |                    |
| Zakarpatia      | 25,5   | 70,5     | Leonid Kuchma      |                    |
| Zaporiyia       | 70,7   | 26,8     | Leonid Kuchma      |                    |
| Ivano-Frankivsk | 3,9    | 94,5     | Leonid Kuchma      |                    |
| Kiev            | 38,4   | 58,3     | Leonid Kuchma      |                    |
| Kirovogrado     | 49,7   | 45,7     | Leonid Kuchma      |                    |
| Lugansk         | 88,0   | 10,1     | Leonid Kuchma      |                    |
| Lviv            | 3,9    | 93,8     | Leonid Kuchma      |                    |
| Mykolaiv        | 52,8   | 44,7     | Leonid Kuchma      |                    |
| Odesa           | 66,8   | 29,2     | Leonid Kravchuk    |                    |
| Poltava         | 59,2   | 37,4     | Leonid Kravchuk    |                    |
| Rivne           | 11,0   | 87,3     | Leonid Kravchuk    |                    |
| Sumy            | 67,8   | 28,9     | Leonid Kravchuk    |                    |
| Ternópol        | 3,8    | 94,8     | Leonid Kravchuk    |                    |
| Járkov          | 71,0   | 26,0     | Leonid Kravchuk    |                    |
| Jerson          | 64,6   | 32,1     | Leonid Kravchuk    |                    |
| Jmelnitski      | 39,3   | 57,2     | Leonid Kravchuk    |                    |
| Cherkasy        | 45,7   | 50,8     | Leonid Kravchuk    |                    |
| Chernivtsi      | 35,3   | 61,8     | Leonid Kravchuk    |                    |
| Chernígov       | 72,3   | 25,1     | Leonid Kravchuk    |                    |
| Ciudad de Kiev  | 35,6   | 59,1     | Leonid Kravchuk    |                    |
| Sebastopol      | 92,0   | 6,5      | Leonid Kravchuk    |                    |
| Ucrania         | 52,2   | 45,1     | Leonid Kravchuk    |                    |

## Consecuencias
Estas elecciones fueron las primeras elecciones presidenciales celebradas en la Comunidad de Estados Independientes en las cuales el jefe de Estado incumbente perdió y entregó voluntariamente el cargo a su sucesor democráticamente electo, debiendo Kravchuk entregar la presidencia cuando solo había cumplido un poco más de la mitad de su mandato constitucional (dos años y siete meses, de cinco años). Kuchma fue juramentado como segundo Presidente de Ucrania el 19 de julio. Pese a que Kravchuk entregó la presidencia, los desiguales resultados de la elección por Óblast dejó ver la división limpia de Ucrania en dos regiones, una occidental nacionalista, y otra oriental rusificada.